# Berville-en-Roumois
Berville-en-Roumois foi uma antiga comuna francesa na região administrativa da Normandia, no departamento de Eure. Estendia-se por uma área de 9,19 km². Em 2010 a comuna tinha 1 610 habitantes (densidade: 175,2 hab./km²).
Em 1 de janeiro de 2017, passou a formar parte da nova comuna de Les Monts du Roumois.